# باکتروئیدها
باکتروئیدها (نام علمی: Bacteroidetes) نام یک شاخه از حوزه باکتری است. این باکتری‌ها بی‌هوازی اجباری، گرم منفی، بدون اسپور و استوانه‌ای شکل است. این باکتری‌ها در محیط زیست مانند خاک و آب پراکنده‌اند و در فلور طبیعی پوست و روده جانداران نیز یافت می‌شوند.
باکتروئیدس فراژیلیس هرچند جزو فلور نرمال روده انسان است و اغلب رابطه همزیستی دارند ولی در صورت ورود به خون یا محل زخم می‌تواند بیماریزا باشد.